# Acteurs japonais: Exercice de la perruque
Acteurs japonais: Exercice de la perruque è un cortometraggio del 1898 diretto da Constant Girel.
Catalogo Lumiere n° 977

## Trama
Constant Girel documenta questa danza del leone eseguita da tre uomini, una performance teatrale giapponese basata su una leggenda.

## Produzione

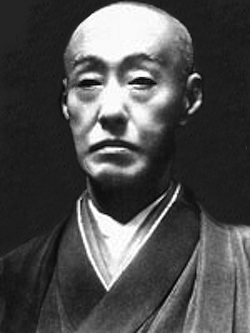
Ganjiro Nakamura

Da una ricerca di Yoshinobu Tsukada, questo film fu girato il 27 maggio del 1897 a Nanchi-Kayuen, Osaka. la rappresentazione teatrale kabuki si chiama "Shakkyo" e l'attore che esegue la Danza del Leone è Ganjiro Nakamura.